# Born to Love Ya
Born to Love Ya is een nummer van de Italiaanse dj Gabry Ponte, de Jamaicaanse zanger Sean Paul en de Dominicaanse zangeres Natti Natasha uit 2024.
"Born to Love Ya" werd enkel een hit in het Nederlandse taalgebied. Het nummer werd Alarmschijf en bereikte de 25e positie in de Nederlandse Top 40. In de Vlaamse Ultratop 50 kwam het tot de 34e positie.

## Tracklijst
Muziekdownload
1. "Born to Love Ya" - 2:35